# Naomi Arnaudez
Naomi Gabriela Arnaudez Ramos (n. c. 1998) es una activista por los derechos de las mujeres y abogada venezolana. El 23 de mayo de 2025, dos días antes de las elecciones regionales y parlamentarias en Venezuela, funcionarios no identificados detuvieron a Naomi en su casa en Caracas. Organizaciones como el Comité por la Libertad de los Presos Políticos denunciaron su detención y exigieron su liberación inmediata. Se desconoce su paradero desde hace 64 días. 

## Detención
Originaria del estado Aragua, Naomi Arnaudez estudió derecho, se formó en ciencias políticas, y su trabajo principal ha sido como administradora de una ferretería.
En la madrugada del 23 de mayo de 2025, dos días antes de las elecciones regionales y parlamentarias en Venezuela, funcionarios de seguridad no identificados detuvieron a Naomi en su casa en Caracas. Al momento de su detención presentaba fiebre posiblemente causada por dengue, por lo que su familia ha pedido que reciba atención médica. Su aprehensión se produjo en el contexto de una ola de detenciones iniciada el 21 de mayo y donde se detuvieron a más de 70 personas. El ministro de interior, Diosdado Cabello, afirmó responder ante un supuesto plan para boicotear los comicios.
Para el 24 de mayo, al día siguiente, sus familiares desconocían su paradero y nadie los había contactado para informar sobre la detención. Su familia expresó desear que se les informara sobre su lugar de reclusión, los motivos de su arresto, y sobre su estado de salud. El Comité por la Libertad de los Presos Políticos y el partido Voluntad Popular declararon que la detención era injustificada y exigieron su liberación inmediata. Amnistía Internacional también denunció la ola de arrestos previa a las elecciones, incluyendo la de Naomi, declarando: "Recordamos que los crímenes de lesa humanidad no prescriben". La organización de derechos humanos Justicia, Encuentro y Perdón hizo un llamado para que se respetara el debido proceso de los detenidos.